# Radiofeuilleton
Das Radiofeuilleton war eine vom Deutschlandradio Kultur täglich ausgestrahlte Hörfunksendung. 
Der nationale Hörfunksender bezeichnete das Radiofeuilleton als „modernes Themen- und Diskursradio“. Es wurde vom 7. März 2005 bis 20. Juni 2014 täglich von 9.07 bis 12.00 Uhr und montags bis freitags von 14.07 bis 17.00 Uhr gesendet.
Es wurde im Rahmen einer Programmreform zum 21. Juni 2014 durch thematisch strukturierte Einzelsendungen zu Literatur, Musik und Interview ersetzt, damit die Themen ausgeglichener vorkommen.

## Inhalte
Deutschlandradio Kultur beschrieb seine Sendung als „Herzstück des Programms“, welche das „aktuelle Geschehen in Kunst, Kultur und Wissenschaft“ aber auch Wirtschaft und Politik thematisieren sollte. Der klassische Nachrichtenstil sollte „dabei ab und zu auch verlassen“ werden und Boulevardeskes „kein Tabu“ sein. Eine feste Stundenstruktur sollte die Orientierung erleichtern.
Die Sendung bestand aus mehreren kurzen Einzelsendungen, die sich zum Radiofeuilleton zusammensetzten: Im Thema wurde ein aktuelles Thema aus den Bereichen Kultur, Wissenschaft oder Politik aufgegriffen. Der Moderator der Sendung diskutierte mit einem Experten darüber. In der Sendung Musik griff der Musikredakteur der Sendung bestimmte Musikrichtungen oder Künstler auf; meist mit aktuellem Bezug wie einem runden Geburts- oder Todestag. Immer zur halben Stunde wurden die Kulturnachrichten gesendet. Mehrfach wurde die Hörspielserie Wurfsendung ausgestrahlt.

## Auszeichnungen
2005 wurde das Radiofeuilleton mit dem Puk-Journalistenpreis des Deutschen Kulturrats für den Bereich Hörfunk ausgezeichnet. Begründet wurde die Auszeichnung damit, dass das Radiofeuilleton eine tägliche Hörfunksendung „mit einem deutlichen kulturpolitischen Akzent“ ist, „in der über einen längeren Zeitraum kulturpolitische Zusammenhänge präsentiert werden.“ Sie käme „in idealer Weise dem Informations- und Bildungsauftrag des öffentlich-rechtlichen Rundfunks nach. Die Beiträge sind gründlich recherchiert“ und es „wird ein breites Spektrum an Präsentationsformen gewählt und sich auf jeweils unterschiedliche Weise kulturpolitischen Themen genähert“.
2010 wurde der Moderator und Kulturredakteur Jürgen König mit dem Medienpreis der Chamisso Akademie geehrt.

## Liste der Moderatoren und Musikredakteure
| Moderatoren (Auswahl) - Liane von Billerbeck - Susanne Burg - Britta Bürger - Susanne Führer - Matthias Hanselmann - Katrin Heise - Stephan Karkowsky - Dieter Kassel - Alexandra Mangel - Frank Meyer - Andreas Müller - Klaus Pokatzky - Joachim Scholl - Gisela Steinhauer - Ulrike Timm - Christine Watty | Musikredakteure (Auswahl) - Thorsten Bednarz - Martin Böttcher - Mascha Drost - Olga Hochweis - Ulrike Klobes - Mathias Mauersberger - Wolfgang Meyering - Andreas Müller - Jutta Petermann - Haino Rindler - Martin Risel - Carsten Rochow - Oliver Schwesig - Christine Watty - Matthias Wegner - Uwe Wohlmacher |

## Weblink
- Das Radiofeuilleton auf dradio.de